# Ámon József
Ámon József, vezetékneve olykor Amon formában is előfordul (Pest, 1844 – Budapest, 1913. február 2.) magyar építész és építőmester.

## Élete
Szülei Ámon József és Niessenberger Klára. Bécsben és Berlinben tanult építészetet, majd 1871-ben kapott építőmesteri engedélyt. Pályája magasra ívelt, a Vallás- és Közoktatásügyi Minisztérium műszaki tanácsosaként dolgozott, 1888-ban már a virilisek, azaz Budapest város legnagyobb adófizetői között is szerepelt. Egyike volt a korszak sikeres építészeinek. A 19. század második felében működött Budapesten, és számos bérház tervezésében és/vagy kivitelezésében vett részt.
A korabeli beszámolók szerint építésztársai, és számos tisztséget juttattak neki különböző testületekben. A Magyar Mérnök- és Építész-Egylet középítési szakosztályának hat évig volt elnöke, tagja volt a Budapesti Építőmesterek Kőműves-, Kőfaragó- és Ácsmesterek Ipartestülete elöljáróságának, valamint az Építőmesteri képzettség megvizsgálására szervezeti bizottságnak stb. Ő volt az Építő Ipar című folyóirat egyik alapítója is.
1913-ban hunyt el 69 éves korában. A gyászszertartást a neves katolikus pap, egyházi szónok, Hock János végezte. A Kerepesi temetőben helyezték nyugalomra. Síremlékét valószínűleg Gerster Kálmán tervezte.
Halálakor az Építő Ipar így emlékezett meg róla:
„Elöljáróságunknak megalakulásától kezdve tagja volt s mint ilyen szeretetreméltó egyéniségével s ügybuzgalmával kartársai osztatlan szeretetét és nagyrabecsülését kiérdemelte. Ámon József Budapest közéletében is számottevő szerepet játszott, mint a köztörvényhatósági bizottság tagja, évek óta buzgón közreműködött különösen a szakbizottságokban. Mint építőmester pedig a legelsők közt állott. Ő építette az Elevátort, a káposztásmegyeri vízműveket, a Szent István-, Szent László-, a Bródy Adél- és a zsidó kórházat, több fővárosi iskolát, köz- és magánépületeket. Nagy vállalatai befejeztével már évek előtt nyugalomba vonult, amit pár év előtt csak utolsó műve, József körúti saját házának építése kedvéért szakítot meg. Kartársai szeretettel és tisztelettel övezték és tisztségekkel is fölruházták , a Magyar Mérnök- és Építész-Egylet középítési szakosztályának hat évig volt elnöke, tagja volt az építőmesteri képzettség megvizsgálására szervezett bizottságnak és több egyesületnek.”
Felesége Kraemer Irma volt.

## Ismert épületei
- 1871: épület, Budapest, Szentkirály u. 30.[13][14] – 1894-ben később ide épült a Szent István Társulat székháza (ma: Pázmány Péter Katolikus Egyetem Jog- és Államtudományi Kar épület), Budapest, Szentkirályi utca 28-30. (Hofhauser Antallal közös munka)[15]
- 1874–1875: Korompay-bérház, Budapest, Rákóczi út 34.[16]
- 1884: bérház, Budapest, Rákóczi út 26.[17]
- 1886: bérház, Budapest, Horánszky utca 19.[13][18]
- 1887/1889: Krail-bérház, Budapest, József körút 69.[19] (Fekete Elekkel közösen)[20]
- 1898: Spolarits-ház, Budapest, Budapest, József körút 37-39.[21][22]

### Átalakítások
- 1871: bérház átalakítása, Budapest, Rákóczi út 28.[23]
- 1876: Állami Nyomda átalakítása, Budapest, Kapisztrán tér 1.[24]

### Kivitelezések
- 1879–1880: Brüll-bérház (ma: Aranytíz Művelődési Központ),[25] Budapest, Arany János utca 10. (tervezte: Kallina Mór)[26]
- 1881–1883: Elevátor-ház, Budapest, Közraktár u. (tervezte: Ulrich Keresztély)[6][27] – az épületet 1948-ban lebontották
- 1885: Szent István Kórház, Budapest, Nagyvárad tér 1. (tervezte: Hauszmann Alajos)[6]
- 1888–1889: Pesti Izraelita Hitközség Szabolcs Utcai Kórháza (később: Országos Gyógyintézeti Központ), Budapest, Szabolcs utca 33-35. (tervező: Freund Vilmos)[28]
- 1893–1904: Káposztásmegyeri Vízmű, Budapest, Váci út 102. (tervezte: Wein János és Kajlinger Mihály)[6][29]
- 1895–1896: Bródy Adél Gyermekkórház, Budapest, Szabolcs utca 33-35. (tervező: Freund Vilmos)[30][31]
- 1894: Szent László Kórház, Budapest, Albert Flórián út 5-7. (tervezte: Kauser József)[32]
- ?: iskolaépületek[6]
- ?: magánházak[6]

## Képtár

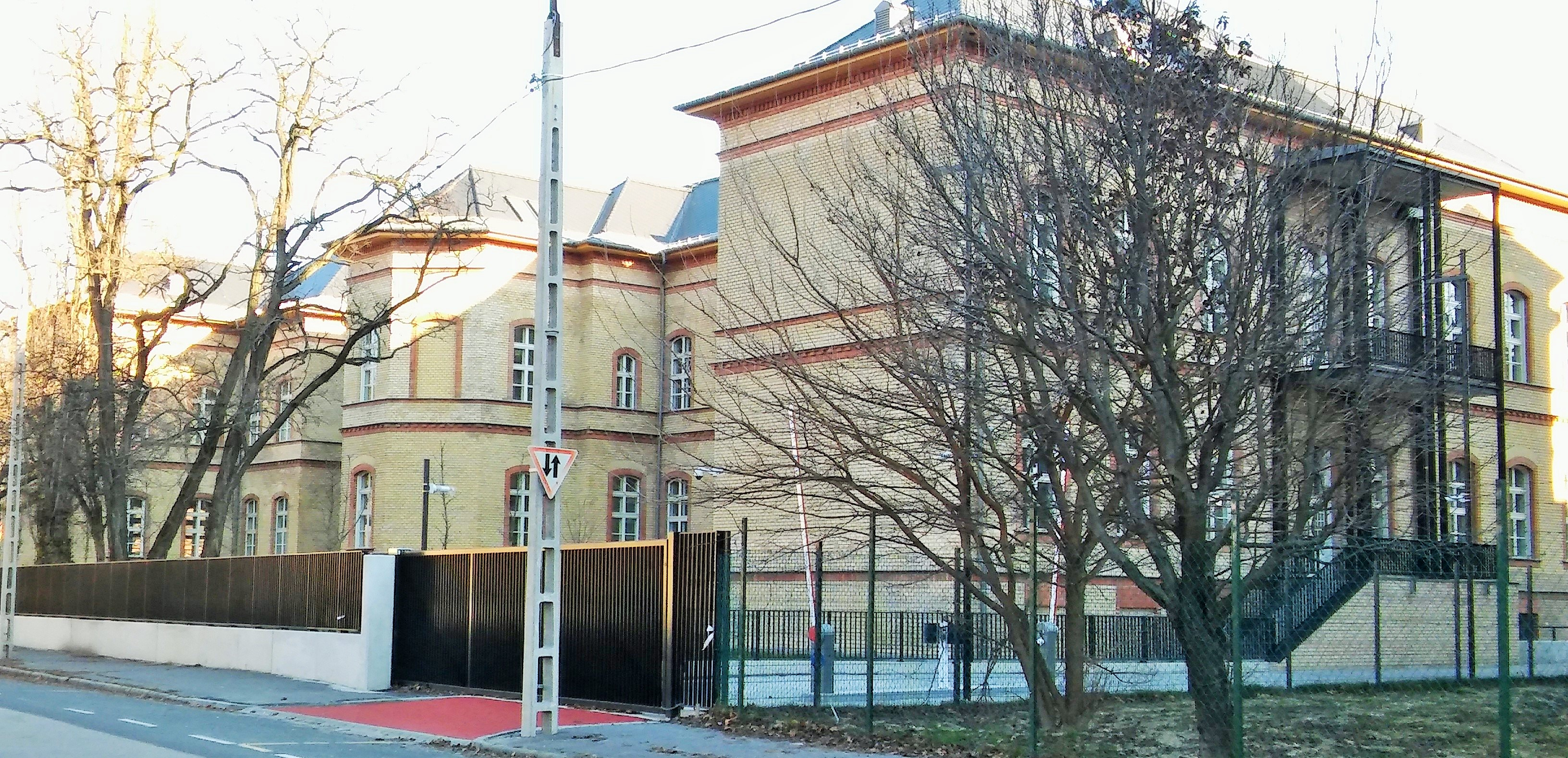
Bródy Adél Klinika
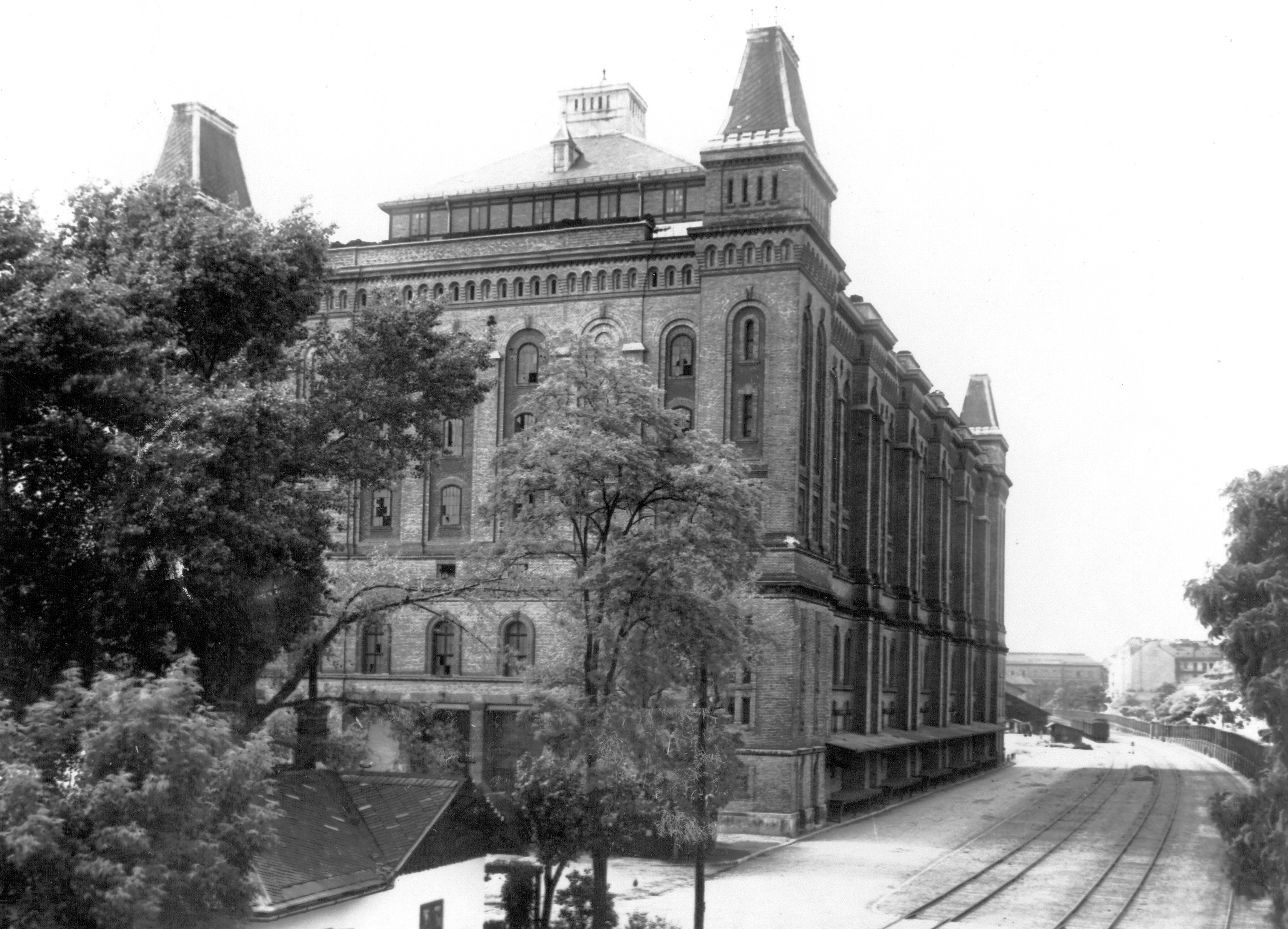
Elevátor-ház (1930 körüli felvétel)
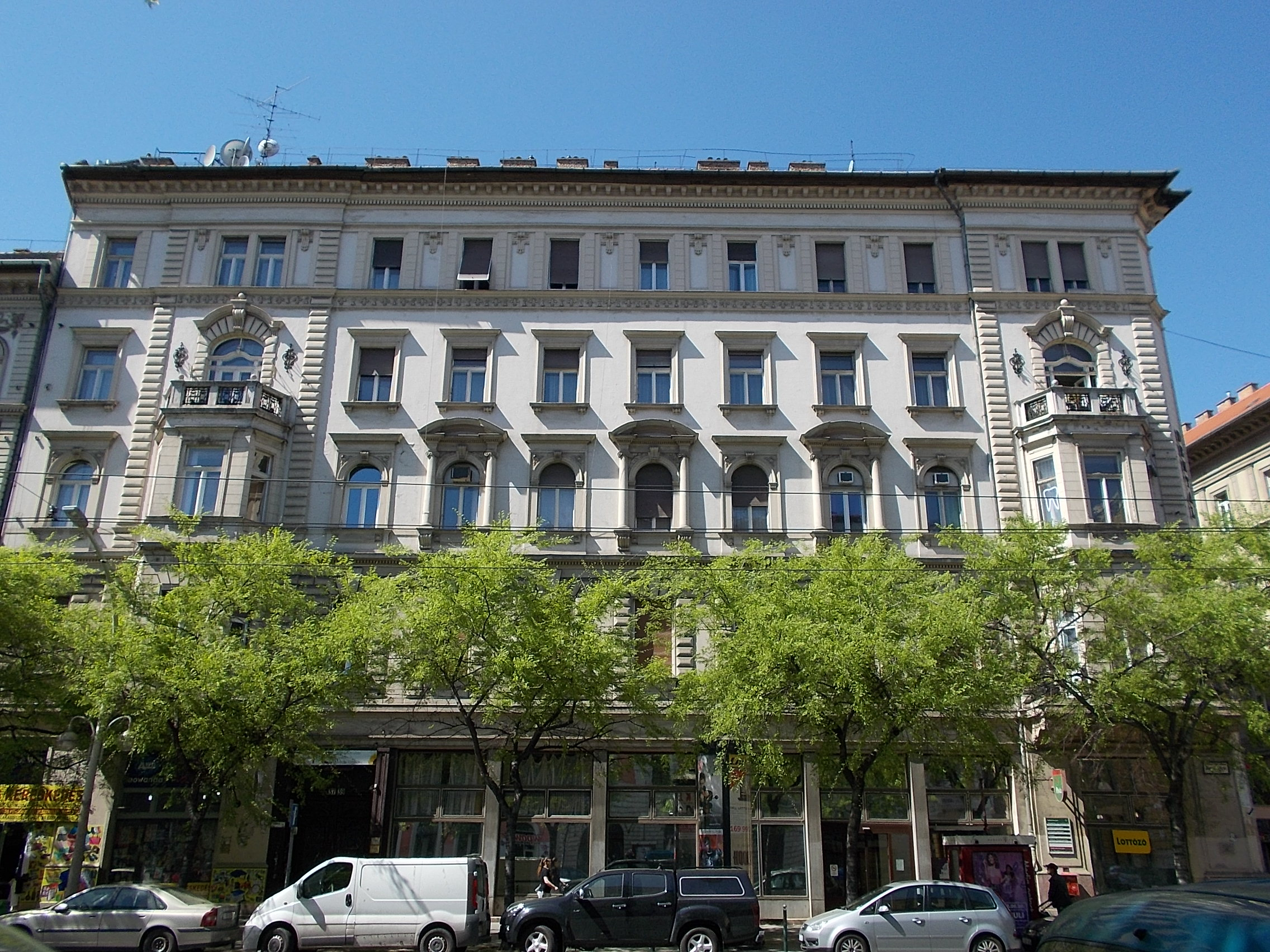
Spolarits-ház
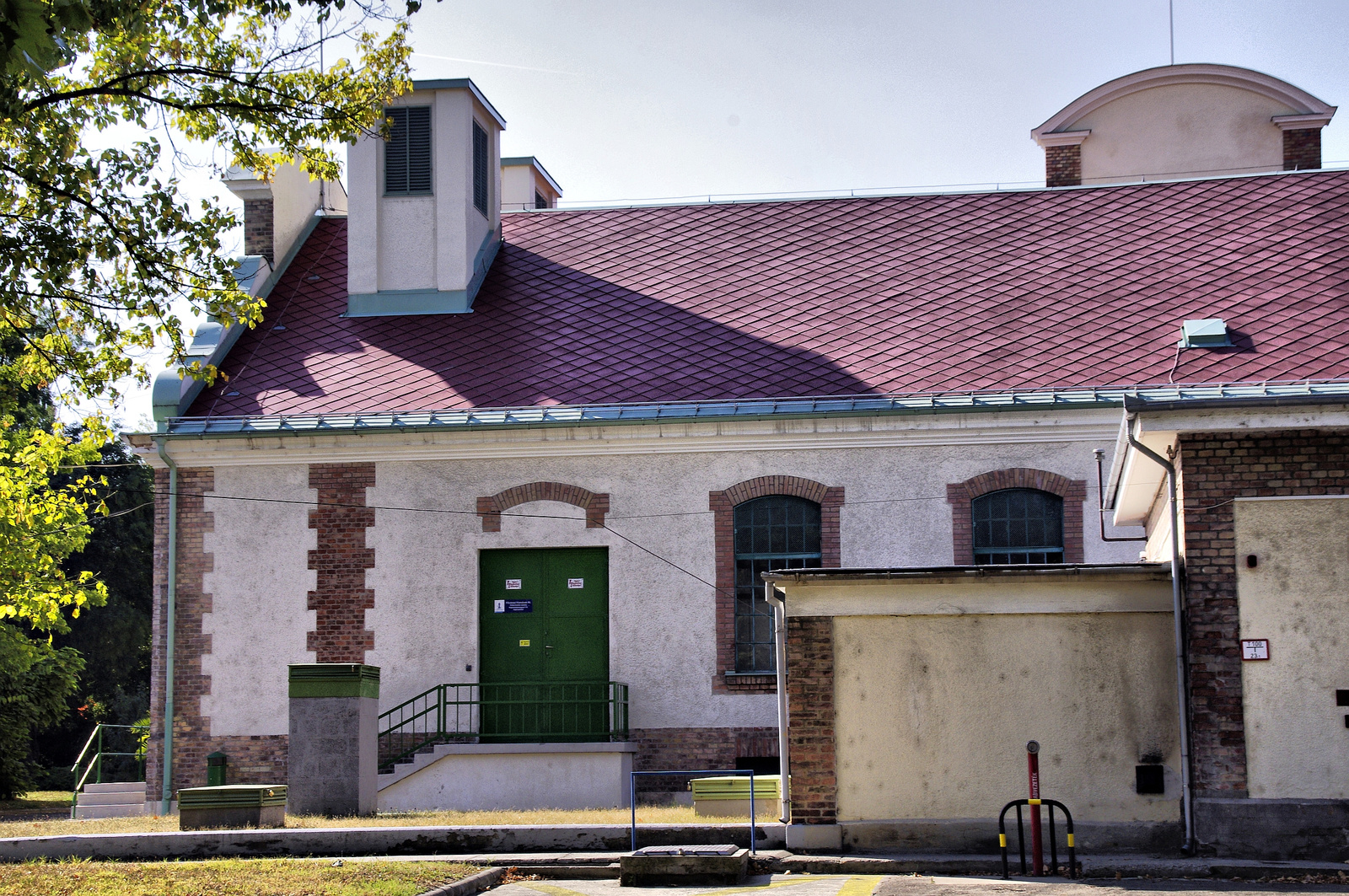
Káposztásmegyeri Vízmű
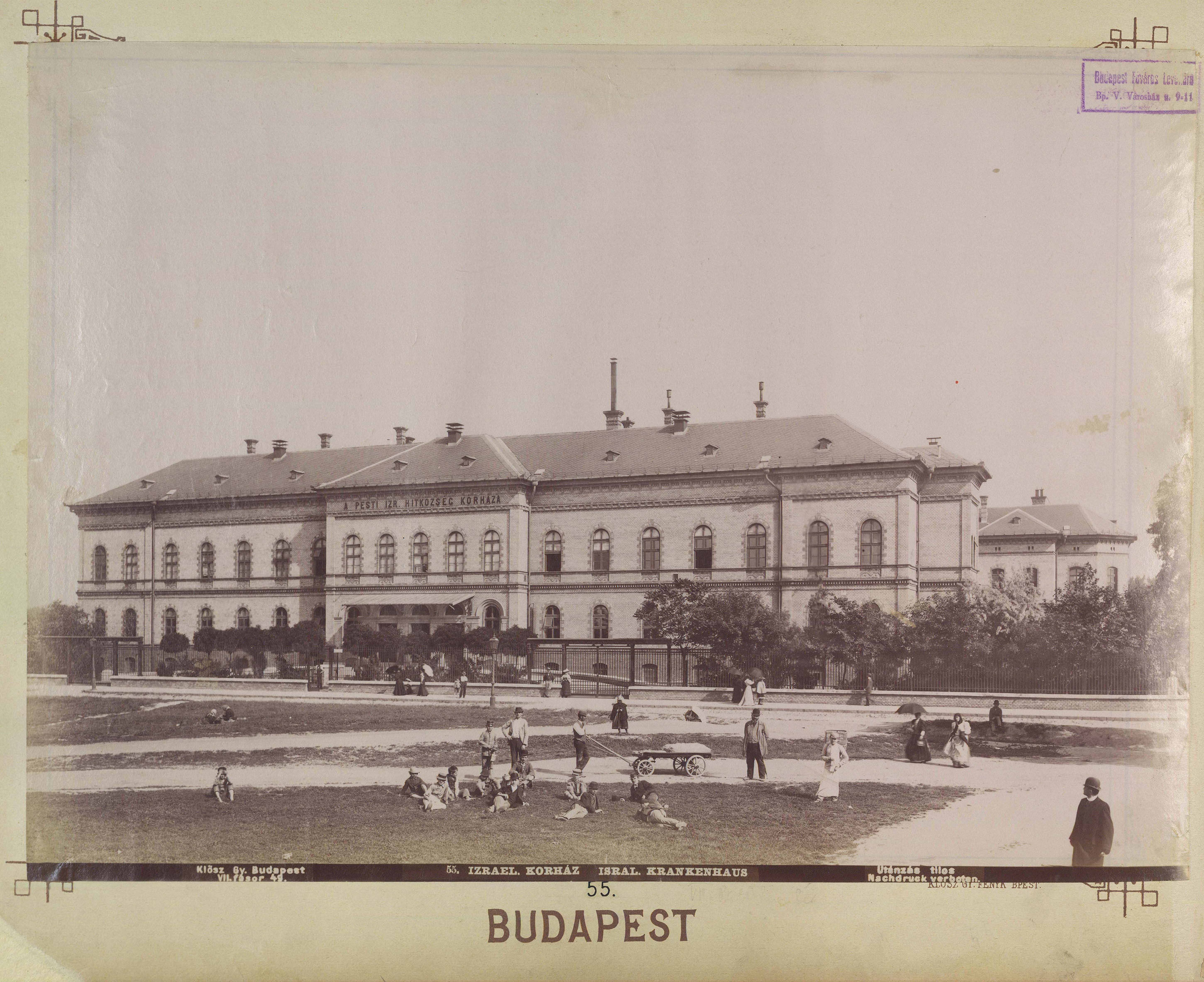
Pesti Izraelita Hitközség Szabolcs Utcai Kórháza (1900 körüli felvétel)
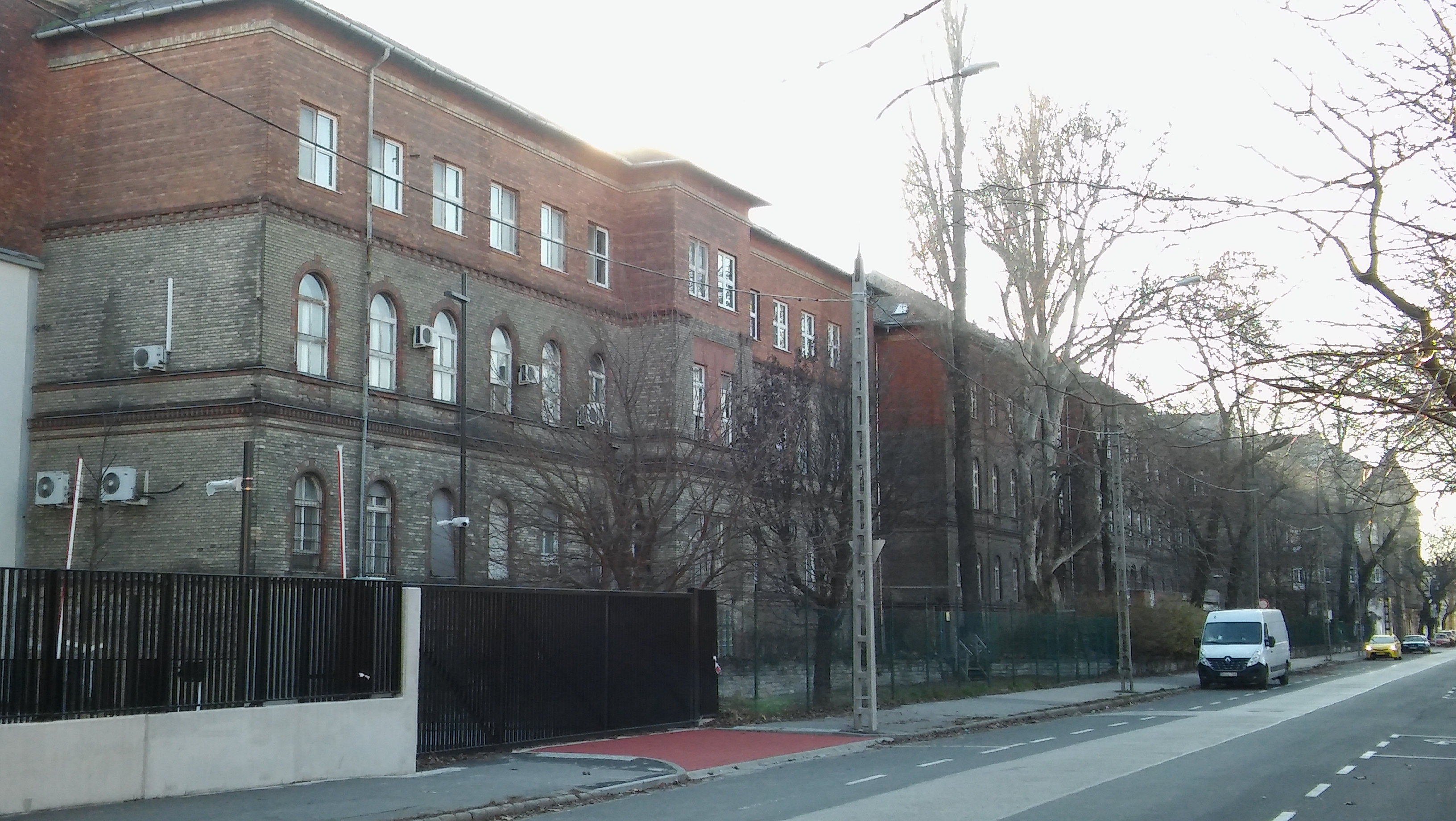
Pesti Izraelita Hitközség Szabolcs Utcai Kórháza
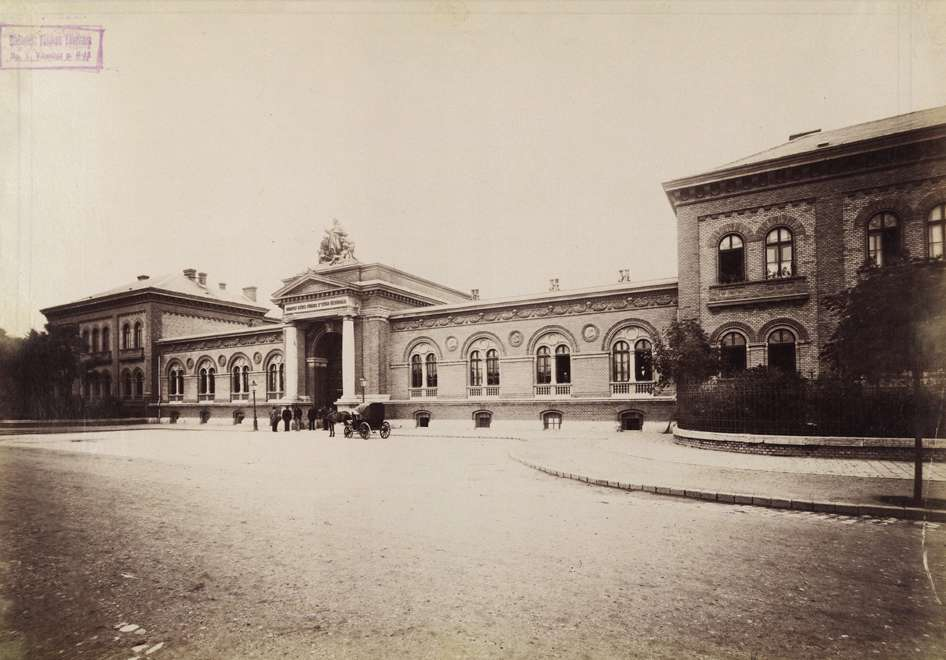
Szent István Kórház főbejárat (1900 körüli felvétel)
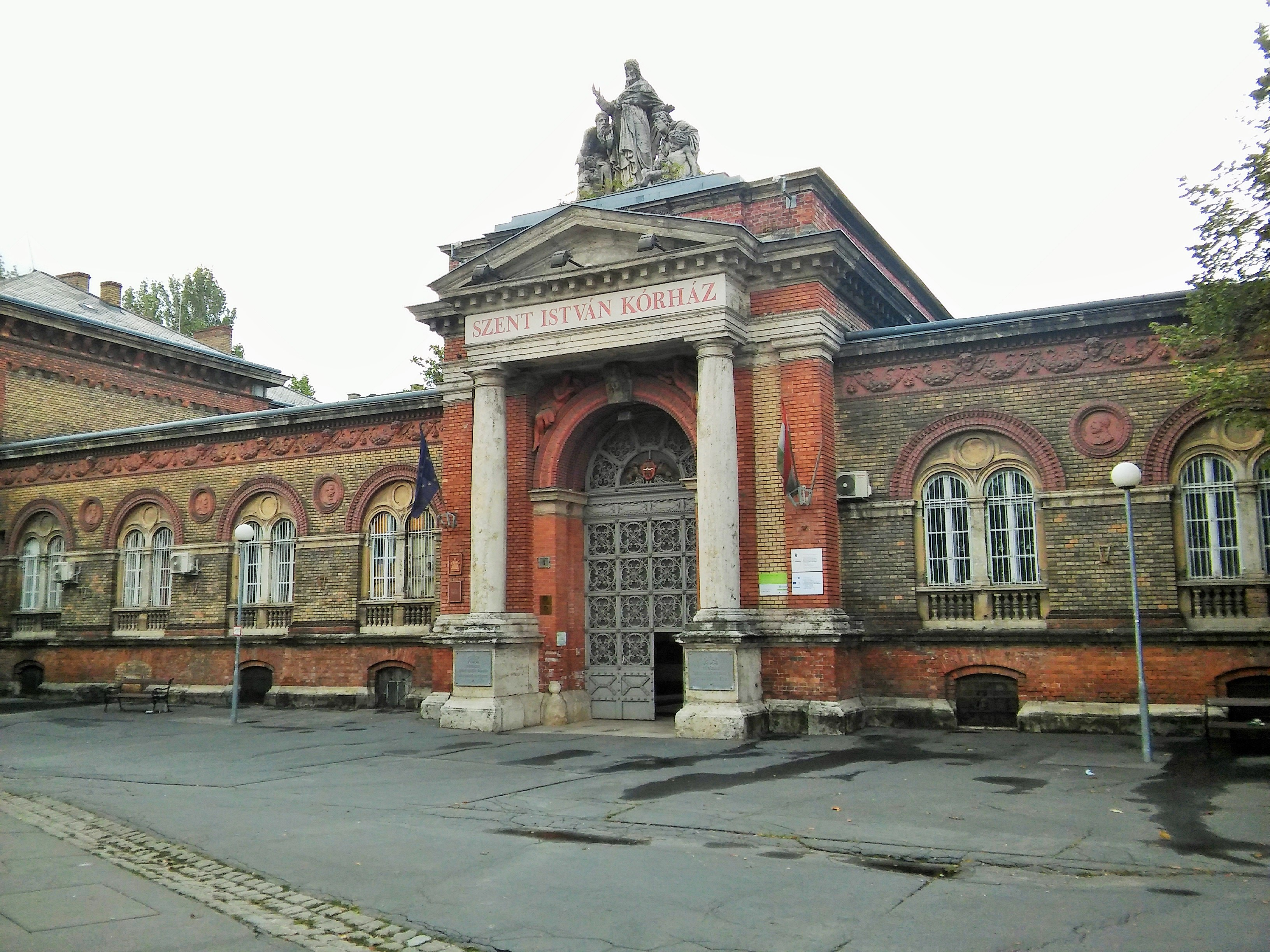
Szent István Kórház főbejárat
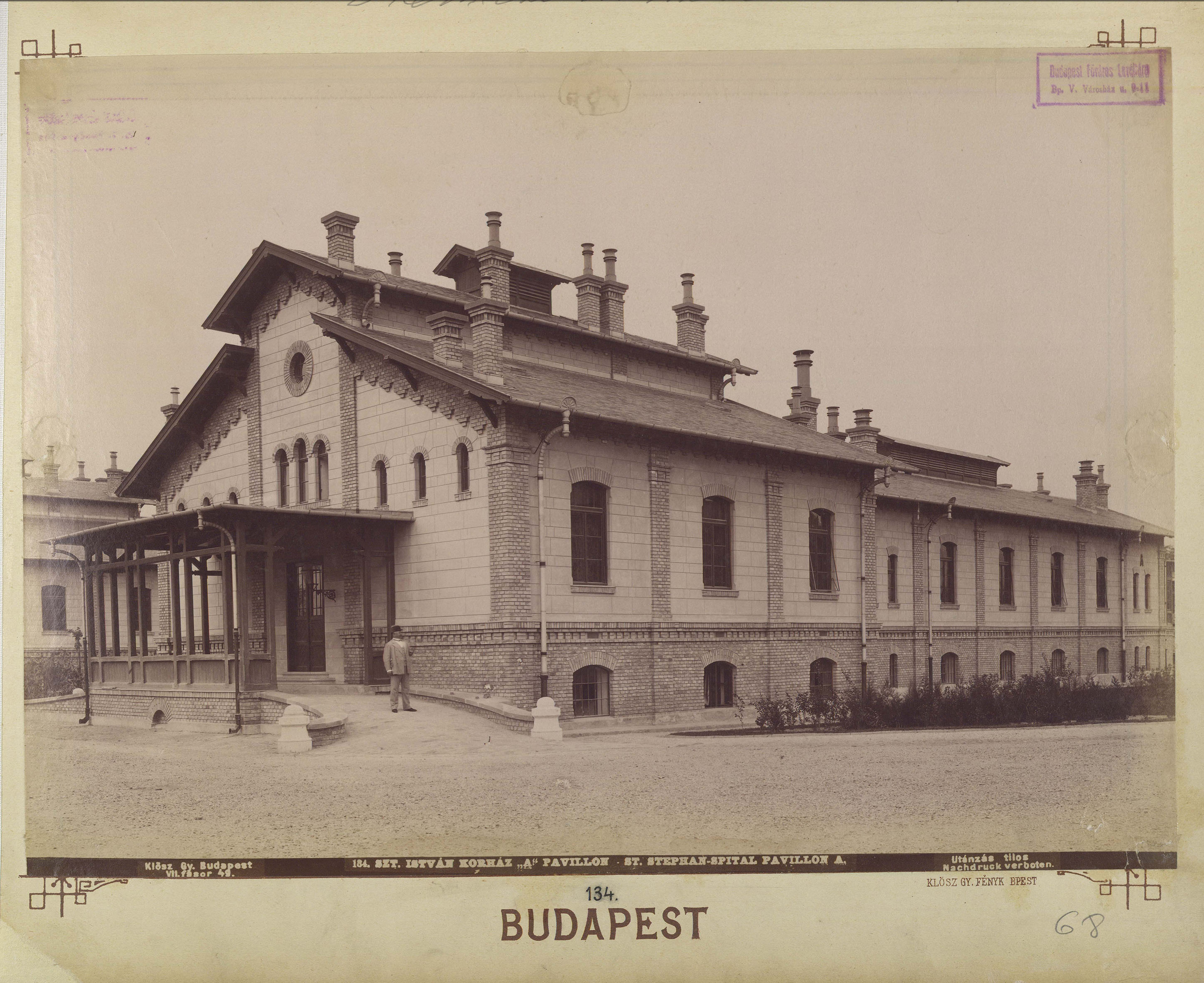
Szent István Kórház melléképület (1900 körüli felvétel)
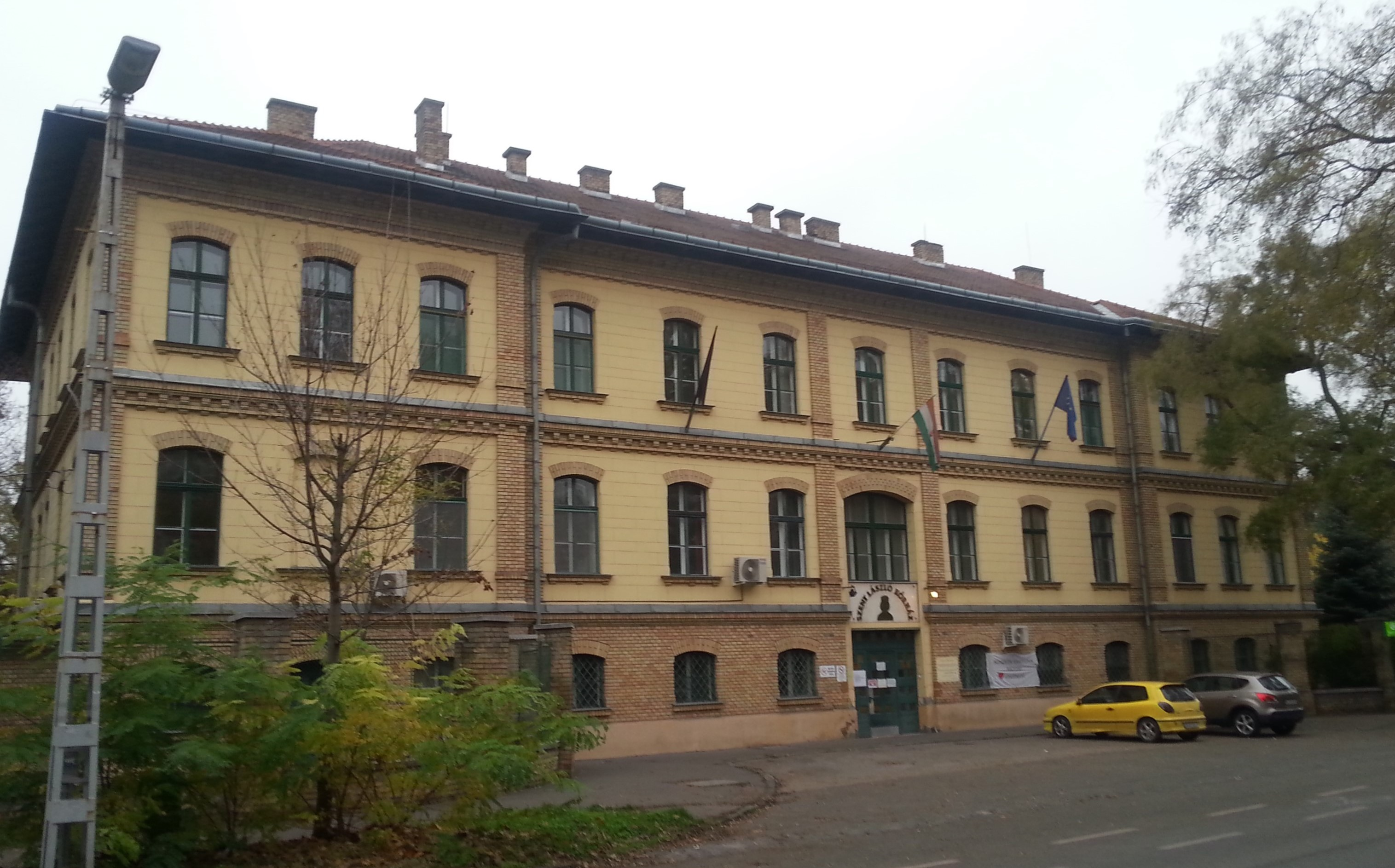
Szent László Kórház
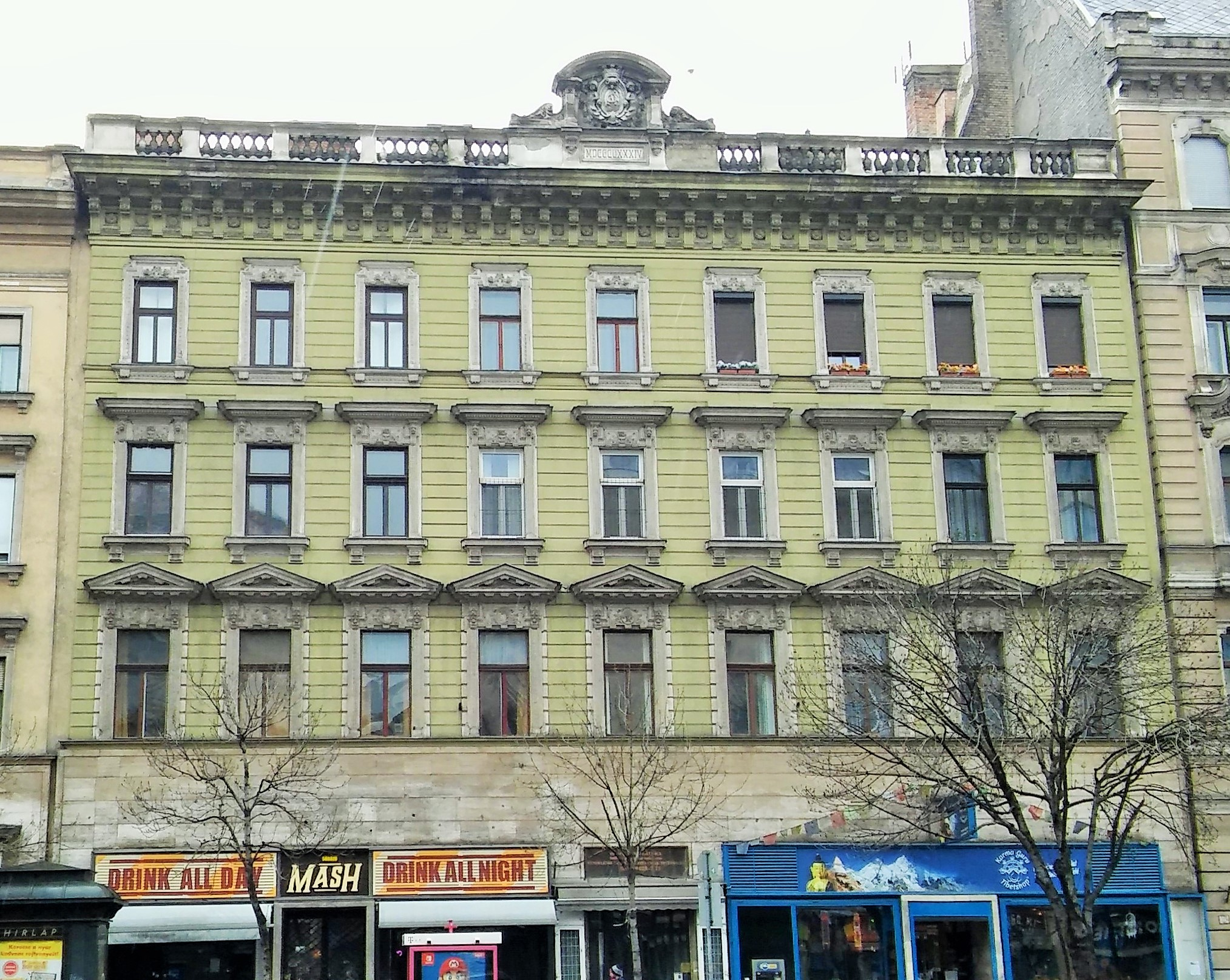
Rákóczi út 26.
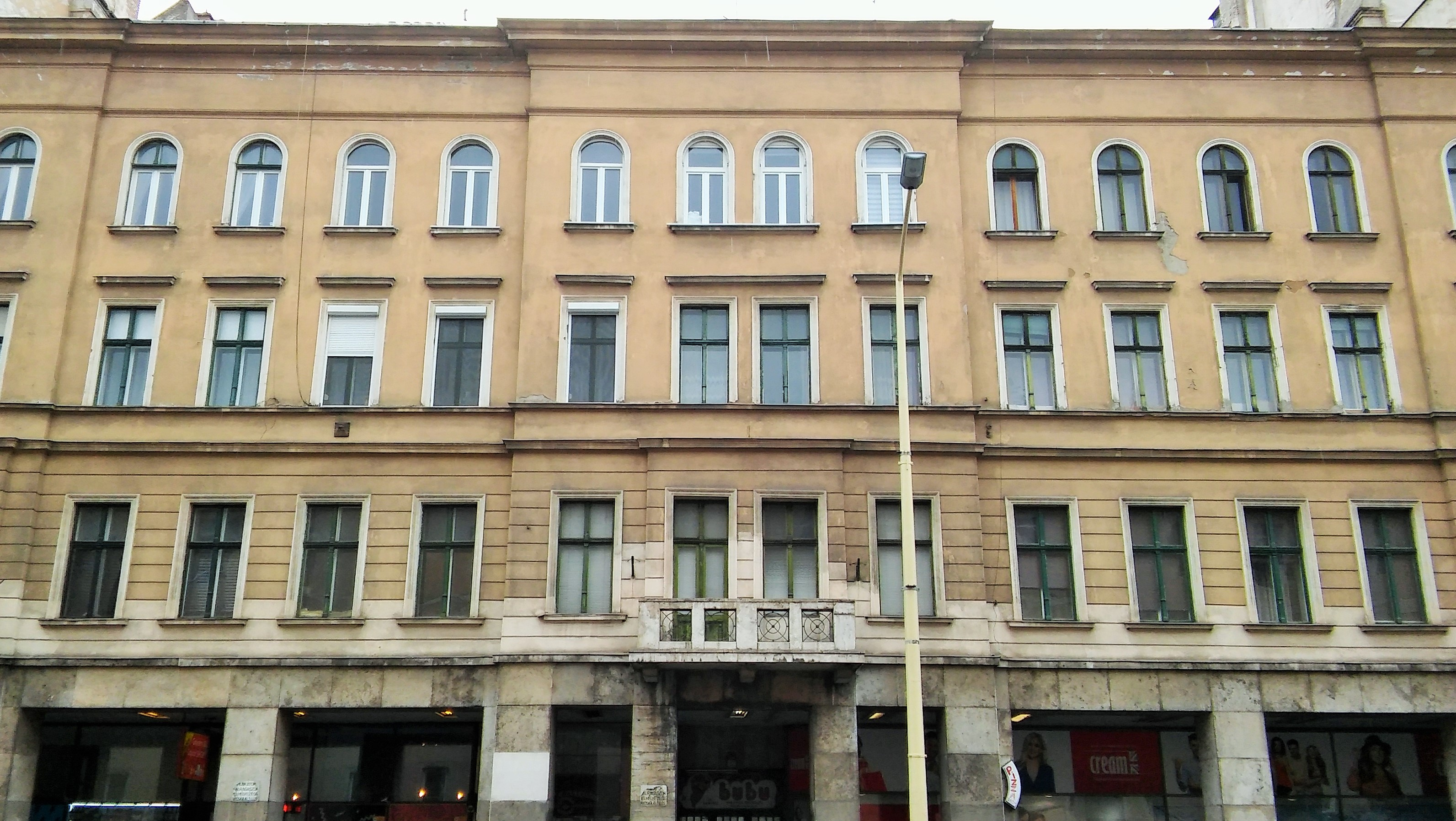
Korompay-bérház

## Egyéb irodalom
- Szendrei János – Szentiványi Gyula: Magyar képzőművészek lexikona: Magyar és magyarországi vonatkozású művészek életrajzai a XII. századtól napjainkig. I. kötet (Abádi – Günther) Budapest: Közoktatásügyi Minisztérium. 1915.  Több kötet nem jelent meg , 63. o.